# Erannis desparsata
Erannis desparsata är en fjärilsart som beskrevs av Heydemann 1938. Erannis desparsata ingår i släktet Erannis och familjen mätare. Inga underarter finns listade i Catalogue of Life.